# Нисипорешти (Њамц)
Нисипорешти (рум. Nisiporești) насеље је у Румунији у округу Њамц у општини Ботешти. Oпштина се налази на надморској висини од 244 m.

## Становништво
Према подацима из 2002. године у насељу је живело 2252 становника, од којих су сви румунске националности.